# Ле Вертиге (Арецо)
Ле Вертиге је насеље у Италији у округу Арецо, региону Тоскана.
Према процени из 2011. у насељу је живело 108 становника. Насеље се налази на надморској висини од 285 м.